# Metro van Foshan

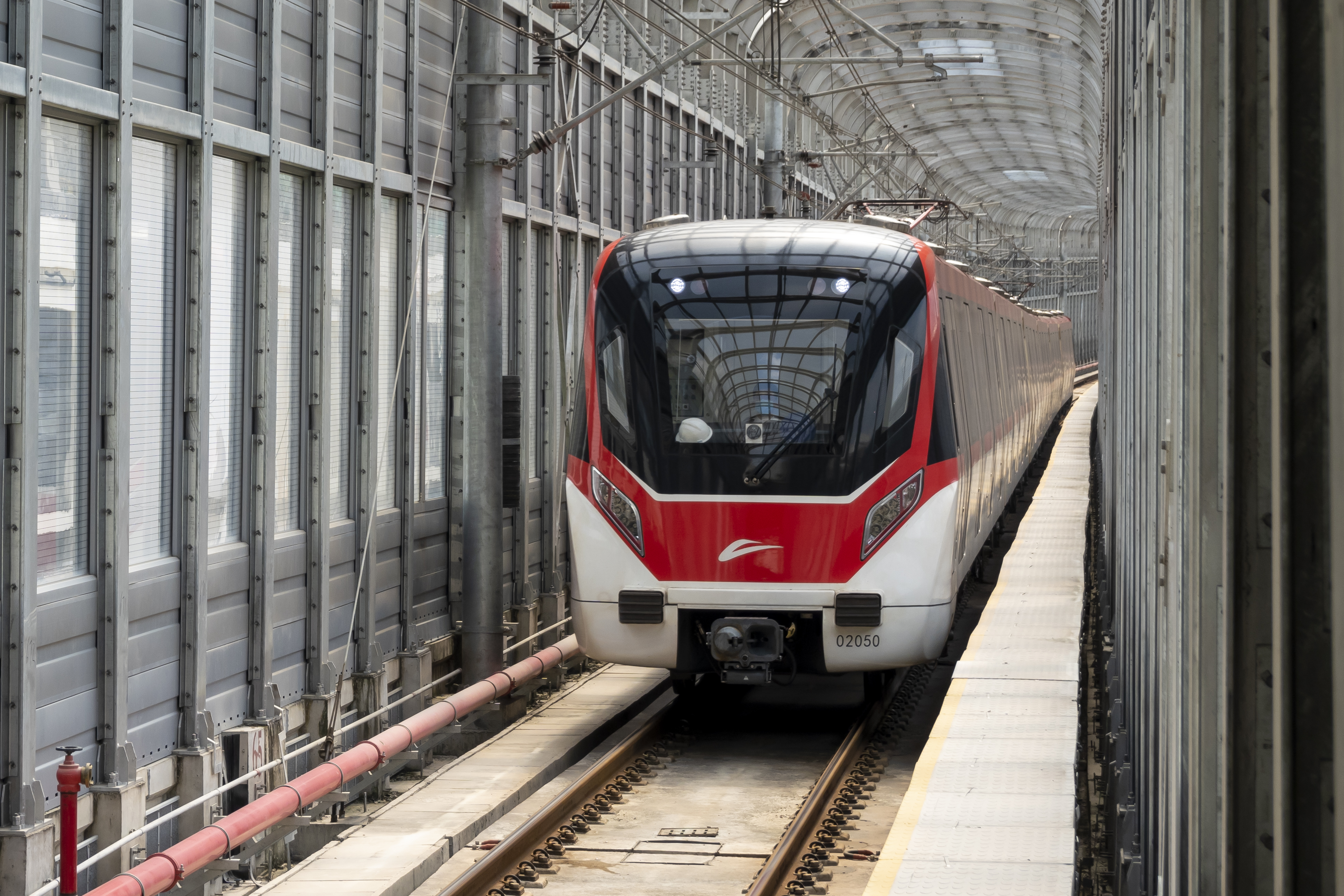
Treinstel van lijn F2 bij het metrostation Linyue Xi

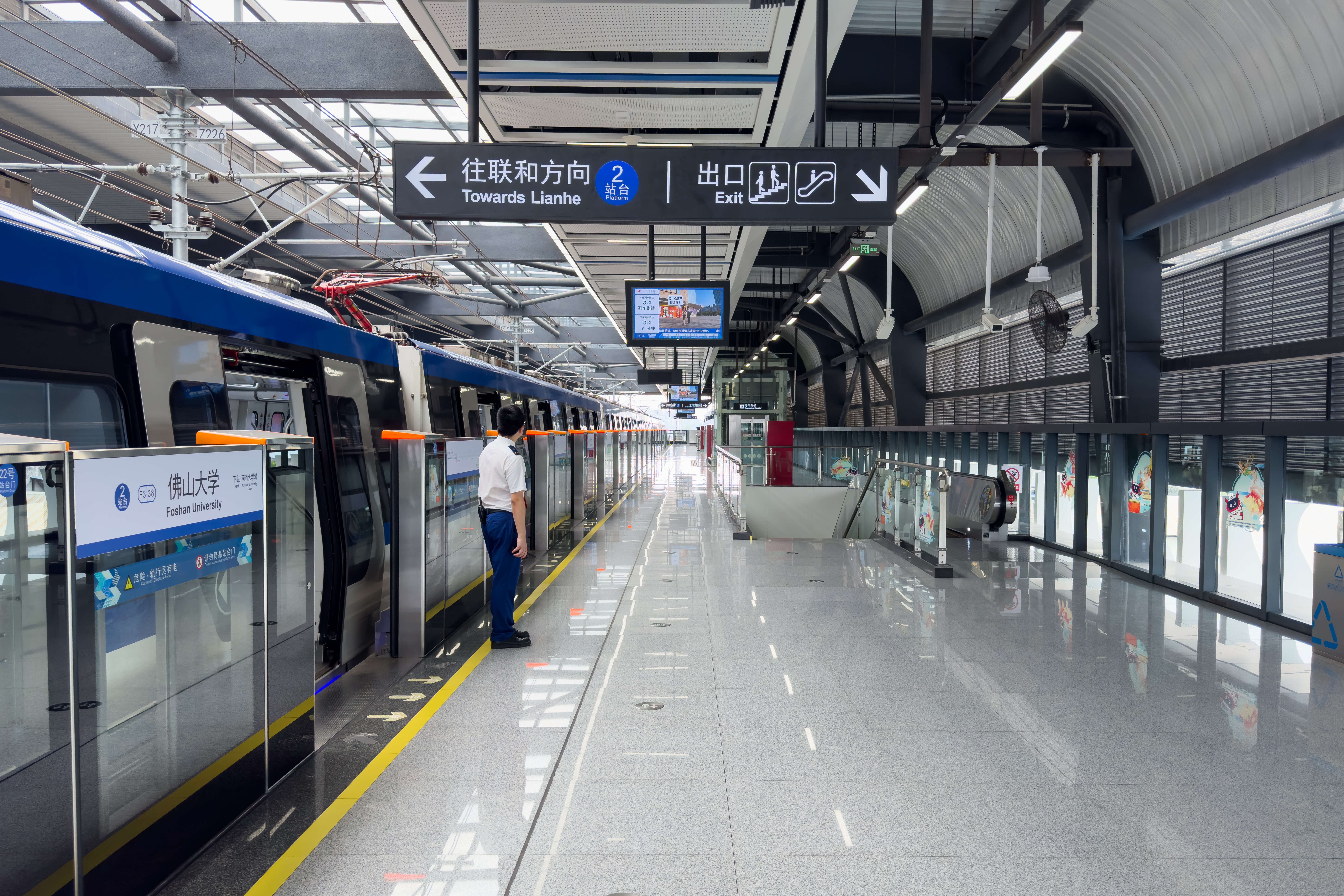
Perron van lijn F3 in het Foshan University metrostation

De metro van Foshan, ook FMetro, is een vorm van openbaar vervoer in de Chinese miljoenenstad Foshan. Drie lijnen met 74 stations op een traject van 135 km werden sinds 2010 in gebruik genomen. Door de ligging van de stad, direct ten zuidwesten van Guangzhou en beiden onderdeel van de Parelrivierdelta, en de interconnecties met de Metro van Guangzhou zijn beide metrosystemen ook in tarifering en gebruik nauw verweven. De GuangFo-lijn, lijn 1, wordt zelfs geëxploiteerd door Guangzhou Metro Corporation. Alle andere lijnen worden geëxploiteerd door het staatsbedrijf Foshan Metro Group. Het is het tiende metrosysteem dat op het vasteland van China wordt gebouwd. De bouw begon in 2002 en de eerste lijn werd geopend op 3 november 2010.
Lijn 1, ook bekend als de GuangFo-lijn, is een volledig ondergrondse intercity-metrolijn van 39,6 km die Guangzhou en Foshan met elkaar verbindt. De lijn is eigendom van Guangdong Guangfo Inter-City Co., Ltd., een dochteronderneming die mede-eigendom is van Guangzhou Metro (51%) en FMetro (49%), en momenteel wordt geëxploiteerd door Guangzhou Metro Corporation. Het eerste deel van de lijn, van Xilang naar Kuiqi Lu in Foshan, werd in november 2010 in gebruik genomen. De meest recente uitbreiding van Yangang naar Lijiao werd geopend op 28 december 2018.
Lijn 2 is een 32,4 km lange lijn die loopt van het treinstation Guangzhou South naar het huidige westelijke eindpunt, Nanzhuang. Lijn 2 werd onafhankelijk geïnvesteerd, gebouwd en geëxploiteerd door FMetro. De eerste en momenteel geopende fase van lijn 2 begon met de bouw in 2014 en werd geopend op 28 december 2021. De tweede fase, een westelijke uitbreiding van 23,5 km naar het district Gaoming, is door de Chinese Nationale Commissie voor Ontwikkeling en Hervorming goedgekeurd voor de bouw.
Lijn 3 loopt momenteel 40,7 km van het treinstation Shunde College in het noorden van het district Shunde via Zhen'an naar Zhongshan Park in het district Chancheng. De meeste van de 26 stations zijn ondergronds, met 2 stations verhoogd. Het eerste deel van wat al aangelegd werd van lijn 3 werd op 28 december 2022 geopend. Een tweede deeltraject, waarbij de lijn werd verlengd naar de Foshan University Xianxi Campus voor een totale lengte van 69,5 km, werd op 23 augustus 2024 geopend zonder evenwel een klein gedeelte op het treinstation van Foshan dat de verbinding tussen de twee deeltrajecten zou realiseren.

## Lijnen
| Lijn          | Eindbestemmingen                                                           | Geopend    | Lengte  | Stations |
| ------------- | -------------------------------------------------------------------------- | ---------- | ------- | -------- |
| GF F1 GuangFo | Xincheng Dong - Lijiao                                                     | 2010, 2018 | 39,6 km | 25       |
| F2            | Nanzhuang - Guangzhou South Railway Station                                | 2021       | 32,4 km | 17       |
| F3            | Shunde College Railway Station - Zhongshan Park Lianhe - Foshan University | 2022, 2024 | 62,9 km | 35       |